# La Sape
La Sape — принятое в СМИ неформальное название молодёжной субкультуры, распространённой в первую очередь Демократической Республике Конго и Республике Конго, представители которой носят подчёркнуто элегантную и модную дорогую одежду (строгие деловые костюмы либо наряды ярких цветов), которая своим внешним видом часто резко контрастирует с их уровнем жизни. К началу XXI века субкультура распространилась на некоторые другие африканские государства. Аналог советских стиляг.
Словосочетание «La Sape» является бэкронимом от французского «Société des Ambianceurs et des Personnes Élégantes», что можно вольно перевести как «Сообщество продвинутых и элегантных людей»; непосредственно её представителей именуют словом «sapeur». Субкультура возникла в середине 1960-х годов сначала в Киншасе, где молодёжь ношением подобной одежды выражала протест против режима Мобуту Сесе Секо, а затем распространилась и на Браззавиль. Наиболее известным представителем «La Sape» был конголезский певец Папа Вемба.
Важнейшей особенностью представителей субкультуры является их ориентированный на элегантный внешний вид и проявление индивидуальности стиль жизни, а также стремление уподобиться внешне денди и джентльменам XIX века. При этом ношение роскошной и дорогой одежды ничего не говорит о социальном статусе или финансовой состоятельности человека, но подчёркивает контраст между «внутренней свободой» и внешними обстоятельствами. Необычный внешний вид для представителей субкультуры является формой выражения протеста против бедности и внешней убогости мест их проживания. Помимо стремления выглядеть элегантно, представители субкультуры имеют собственный «кодекс чести» и особую систему жестов.